# Ла-Фортрес
Ла-Фортресс (фр. La Forteresse) — коммуна во Франции, находится в регионе Рона — Альпы. Департамент коммуны — Изер. Входит в состав кантона Сент-Этьенн-де-Сен-Жуар. Округ коммуны — Гренобль.
Код INSEE коммуны — 38171. Население коммуны на 1999 год составляло 235 человек. Населённый пункт находится на высоте от 503 до 773 метров над уровнем моря. Муниципалитет расположен на расстоянии около 460 км юго-восточнее Парижа, 70 км юго-восточнее Лиона, 28 км северо-западнее Гренобля. Мэр коммуны — M. Henry Menthaz-Berthon, мандат действует на протяжении 2001—2008 гг.
Динамика населения (INSEE):